# Мурув
Мурув (пол. Murów, нім. Murow) — село в Польщі, у гміні Мурув Опольського повіту Опольського воєводства.
Населення — 1355 осіб (2011).

## Демографія
Демографічна структура станом на 31 березня 2011 року:
|          | Загалом | Допрацездатний вік | Працездатний вік | Постпрацездатний вік |
| -------- | ------- | ------------------ | ---------------- | -------------------- |
| Чоловіки | 638     | 104                | 465              | 69                   |
| Жінки    | 717     | 111                | 436              | 170                  |
| Разом    | 1355    | 215                | 901              | 239                  |